# Cascata Guarani
Cascata Guarani é um bairro de Teresópolis, cidade localizada no interior do estado do Rio de Janeiro.

## Demografia
De acordo com o Instituto Brasileiro de Geografia e Estatística (IBGE), sua população no ano de 2010 era de 3 131 habitantes, sendo 1 644 mulheres (52.5%) e 1 487 homens (47.5%), possuindo um total de 1 263 domicílios.